# Фрэнсис, Дэвид Роуленд
Дэ́вид Ро́уленд Фрэнсис (англ. David Rowland Francis; 1 октября, 1850 — 15 января, 1927) — посол США в России в 1916—1918 годах. До этого занимал пост мэра Сент-Луиса (1885—1889), губернатора штата Миссури (1889—1893) и министра внутренних дел США (1896—1897). В 1904 году открывал III летние Олимпийские игры. Состоял в Демократической партии США.

## Ранние годы
Дэвид Р. Фрэнсис родился 1 октября 1850 года в Ричмонде (штат Кентукки). В 1870 году он окончил Вашингтонский университет в Сент-Луисе (штат Миссури), после чего стал успешным предпринимателем в этом городе. В 1876 году женился на Джейн Перри, — внучке бывшего казначея штата Миссури Джеймса Эриксона — от которой у Д. Фрэнсиса было шесть сыновей. В 1877 году Д. Фрэнсис основал собственное предприятие «Комиссионная компания Д. Р. Фрэнсиса и братьев» (D.R. Francis and Brothers Commission Company), а в 1884 году стал директором предпринимательской биржи в Сент-Луисе.

## Общественно-политическая деятельность
В 1885 году Дэвид Р. Фрэнсис был избран мэром Сент-Луиса. В 1889 году он уже становится губернатором Миссури, став единственным за всю историю мэром Сент-Луиса, который был избран губернатором штата. В 1896-1897 годах Д. Фрэнсис занимал должность министра внутренних дел США под руководством президента Гровера Кливленда. В 1904 году в Сент-Луисе он организовал всемирную выставку в рамках III Олимпийских игр, а 1 июля 1904 года открыл и саму Олимпиаду.

## Посол в России
В 1916 году президент Вудро Вильсон направил Д. Фрэнсиса послом США в Россию. Дэвид Р. Фрэнсис стал последним послом США, аккредитованным при российском императорском дворе, и последним послом, работавшим в Петрограде. Проработав в России всего два года, он стал свидетелем и активным участником судьбоносных событий — Февральской революции, Октябрьской революции и Гражданской войны.
После победы Февральской революции в марте 1917 года, Д. Фрэнсис немедленно заявил об официальном признании США Временного правительства России. Тем самым Соединённые Штаты стали первым государством, признавшим новое руководство страны. Ему принадлежит инициатива в вопросе признания, чем он всегда очень гордился. «Эта революция, – писал Фрэнсис государственному секретарю США Роберту Лансингу, – является практической реализацией отстаиваемого и пропагандируемого нами принципа правления. Я имею в виду правление, основанное на согласии тех, кем правят. Наше признание произведет потрясающий моральный эффект, особенно в том случае, если мы сделаем это первыми». П. Н. Милюков вспоминал, что «посол Соединенных Штатов милейший Фрэнсис (но никакой не дипломат), непременно хотел, чтобы Америка признала первой русский переворот». 9 (22) марта 1917 года в торжественной обстановке Фрэнсис объявил Временному правительству о его признании правительством США. В мае 1917 Фрэнсис писал: «Я не потерял надежды на то, что Россия выйдет из этого испытания как республика с правительством, созданным на базе верных принципов».
После Октябрьской революции, отношения между Россией и США, в которых советская власть видела империалистическое государство, заметно ухудшились. Однако до февраля 1918 года Д. Фрэнсис и американское посольство пребывали в Петрограде, а посол рекомендовал Вашингтону предоставить России новый заём в размере 10 млн долларов, заметив при этом, что обстановка в Петрограде спокойная.  В феврале 1918 года немецкие войска начали наступление на Петроград. Опасаясь его захвата, дипломатические представительства начали эвакуацию из города. Эвакуация в Москву была невозможна, поскольку большевики требовали предоставления верительных грамот, а следовательно и официального признания Советской России, на что дипломаты не могли пойти. В этой связи Д. Фрэнсис 27 февраля 1918 года вместе с сотрудниками посольства, а также японской, китайской, сиамской, бразильской миссией в отправились Вологду. Среди американцев были члены петроградского отделения City Bank of New York и миссией Американского Красного Креста (во главе с полковником Р. Робинсом). Позже, в марте-апреле 1918 года к ним присоединились представители французского, итальянского, сербского и бельгийского посольств, которые не сумели эвакуироваться из России через охваченную гражданской войной Финляндию. Сам Дэвид Р. Фрэнсис стал главой (дуайеном) дипломатического корпуса в Вологде. В мае 1917 года Фрэнсис писал: «Я не потерял надежды на то, что Россия выйдет из этого испытания как республика с правительством, созданным на базе верных принципов». Однако уже 24 июля 1918 года, под давлением большевиков, дипломатический корпус во главе с Д. Фрэнсисом покидает Вологду и отправляется в Архангельск.
Дэвид Фрэнсис был ярым противником Советской власти и активным организатором интервенции США в Россию. Находясь в Архангельске, он требовал от правительства США отправить в Россию дополнительно 100 тысяч солдат и офицеров армии США, с целью задействовать их для наступления на Москву и Петроград. Получив категорический отказ, он предложил альтернативный вариант, а именно профинасировать создание на Севере России из русских добровольцев Русско-американского легиона, но и в этот раз получил отказ.
7 ноября 1918 года Дэвид Фрэнсис покинул Россию, а само американское посольство спустя 10 месяцев было закрыто большевиками. Свои воспоминания о пребывании в качестве посла Д. Фрэнсис опубликовал в 1921 году в книге «Россия: взгляд из посольства США (апрель 1916 — ноябрь 1918)» (англ. Russia from the American Embassy, April 1916 – November 1918).
По утверждению американского историка У. Уильямса, ещё в бытность его послом в России Фрэнсис, как и его британский коллега Дж. У. Бьюкенен, настаивали на аресте и физической ликвидации В. И. Ленина, дабы избежать нежелательного для их стран развития событий в России.

## Память о Дэвиде Р. Фрэнсисе
Дэвид Р. Фрэнсис скончался в Сент-Луисе 15 января 1927 года и был похоронен на кладбище Бельфонтэн (Bellefontaine).
Ещё при его жизни в 1895 году Университет Миссури торжественно открыл двор имени Дэвида Р. Фрэнсиса. Кроме того в университете был установлен бронзовый бюст Д. Фрэнсиса. Популярная традиция студентов Университета Миссури — потереть нос бывшего губернатора перед сдачей теста, чтобы получить отличную оценку.
В честь Д. Фрэнсиса назван Фрэнсис-филд — стадион для лёгкой атлетики и футбола в Вашингтонском университете в Сент-Луисе. Фрэнсис Филд — место проведения III Олимпийских игр в 1904 году. В честь Д. Фрэнсиса названа также соседняя гимназия.
В 1916 году Д. Фрэнсис передал 60 акров земли Сент-Луису в качестве рождественского подарка. Сегодня этот парк носит его имя.